# برمانة بيضاء
برمانة بيضاء (الاسم العلمي:Burmannia alba) هي نوع من النباتات تتبع جنس البرمانة من الفصيلة البرمانية.